# British Council
A British Council egy több mint 100 országban működő, nemzetközi kulturális és oktatási lehetőségekre specializálódott brit szervezet. Támogatja az Egyesült Királyság és az angol nyelv szélesebb körű ismeretét és hozzájárul az Egyesült Királysággal való kulturális, tudományos és oktatási együttműködéshez.
A British Council a Királyi Charta (Royal Charter) irányításával működő közületi társaság, a törvény által létrehozott végrehajtó szerv (NDPB), melyet a Külügyi és Nemzetközösségi Hivatal szponzorál. A székhelye a Trafalgar tér közelében helyezkedik el. Az elnöke Christopher Rodrigues, a vezérigazgatója Ciarán Devane, vezérigazgató-helyettese pedig Andy Williams.

## Története
1934: A Brit Külügyminisztérium létrehozta a "Más országokkal fenntartott kapcsolatok brit bizottságát" (British Committee for Relations with Other Countries), hogy támogassa a külföldi angol oktatást, a brit kultúrát és küzdjön a fasizmus növekedésével szemben. A név rövid időn belül megváltozott a „Brit Országok Tanácsára a más országokkal való kapcsolatokért” (British Council for Relations with Other Countries).
1936: A szervezet nevét lerövidítették British Councilra.
1938: A British Council megnyitotta az első négy irodáját Bukarestben (Románia), Kairóban (Egyiptom), Lisszabonban (Portugália) és Varsóban (Lengyelország). Portugáliában vannak jelenleg a legrégebbi, folyamatosan működő irodák az egész világon.
1940: VI. György király királyi chartát adott a British Councilnak, hogy elősegítse az Egyesült Királyság és angol nyelv szélesebb körű megismerését külföldön és fejlessze a szorosabb kulturális kapcsolatokat az Egyesült Királyság és más országok között.
1942: A British Council elvállalta a brit kultúra előlépését a tengerentúlon. A projekt zenei szakasza a brit zeneszerzők jelentős közelmúltbeli kompozícióinak felvétele volt: A kezdeményezésben E.J. Moeran G-moll szimfóniája volt az első mű, amelyet Walton Belshazzartól a Feast, Blisstől a Piano Concerto, Baxtól a Third Symphony és Elgartól a The Dream of Gerontius felvételei követtek.
1944: Augusztusban, Párizs felszabadítása után a British Council elküldte Austin Gillt a párizsi iroda újjáépítésére, amelyre az Old Vic cég, Julian Huxley és T. S. Eliot hamarosan szintén odautazott.
1946: A British Council kézműves termékeket szerzett be, amelyeket a brit vidéken egy „Nagy-Britanniából származó vidéki kézműves kiállítás”-on (Exhibition of Rural Handicrafts from Great Britain) hasznosítottak, amely Ausztráliába és Új-Zélandra is eljutott. A gyűjtemény nagy részét 1960-ban és 1961-ben adták el a Museum of English Rural Life (Az angol vidéki élet múzeuma) részére.
2007: Az Orosz Külügyminisztérium arra utasította a British Councilt, hogy zárja be a Moszkván kívüli irodáit. A minisztérium azt állította, hogy a British Council megsértette az orosz adószabályokat, amely a brit tisztviselők állítása szerint megtorlás volt az orosz diplomaták brit kiutasítása miatt Alekszandr Litvinenko megmérgezésével kapcsolatban. Ennek következtében a Brit Tanács 2008 januárjától beszüntette az összes angol nyelvű vizsga letételét Oroszországban. 2009 elején pedig az orosz döntőbíróság az adókövetelések nagy részét (6,6 millió dollárra számítva) indokolatlannak vélte.
2011: Augusztus 19-én fegyveres férfiak egy csoportja támadta meg a British Council hivatalát Afganisztán fővárosában, Kabulban, okozva minimum 12 halálos áldozatot (egyikük sem volt brit). Az összes támadót meggyilkolták a vegyületet őrző erők.  A British Council irodáját ezután áthelyezték a Brit Nagykövetséghez.
2013: Április 23-án reggel egy autóbomba vette célba a líbiai Tripoliban a British Councilt. Diplomáciai források szerint: "A bombázás akkor kezdődött, amikor egy járművel készültek a British Council kapuja elé parkolni" A támadás kísérlete egyidejű volt a tripoli francia nagykövetség elleni támadással ugyanazon a napon, amelyben két francia biztonsági őr és a szomszédos házak több lakosa megsebesült. Egy dzsihadista csoport, amely magát Mujahedeen Brigádnak nevezi, azt állította, hogy a támadás az iszlám Al-Kaidához kapcsolódhat.

## A szervezet
A British Council összjövedelme 2014–2015-ben 973 millió font volt, amely elsősorban a Külügyi és Nemzetközösségi Irodától kapott 154,9 millió font összegű támogatásból származik; 637 millió font jövedelem illetékekből, valamint oktatási és vizsgáztatási szolgáltatásokból származik, 164 millió font pedig szerződésekből. 
A British Council célja az Egyesült Királyság és az angol nyelv ismeretének széleskörű terjesztése mellett a kulturális, tudományos, technológiai és oktatási egyetértés és együttműködés ösztönzése. Beleértve az emberek életének megváltoztatása az Egyesült Királyságbeli oktatáshoz, készségekhez, képesítésekhez, kultúrához és a társadalomhoz való hozzáférés révén, valamint a jövője szempontjából fontos emberek vonzása az Egyesült Királyság kultúrájához, oktatási lehetőségeihez és sokszínű, modern, nyitott társadalmához.
A British Council 2014 és 2015 között 489 millió fontot költött az angol nyelv szélesebb körű ismeretének fejlesztésére, 238 millió fontot az oktatási együttműködés ösztönzésére és az oktatás előrehaladására, 155 millió fontot építkezésre a társadalmi változásokhoz; 80 millió fontot a kulturális, tudományos és technológiai együttműködés ösztönzésére; és 10 millió fontot az irányítási, adó- és kereskedelmi költségekre.

## Legfőbb tevékenységek

### Angol nyelv és vizsgák
A British Council több mint 80 oktatási központban, több mint 50 országban nyújt személyes oktatást. 2014 és 2015 között három millió jelentkező vett részt az Egyesült Királyság vizsgáin több mint 850 városban. A British Council a Cambridge University ESOL vizsgáival és az IDP Education Australiával közösen végzi az IELTS globális szabványosított angol nyelvű tesztjét. Több mint 2,5 millió IELTS tesztet végeztek 2014 és 2015 között.

#### Nyílt online tanfolyamok - Massive Open Online Course (MOOC)
2014-ben a British Council elindította az első MOOC-ot: az angol nyelv és kultúra felfedezésével kapcsolatban az Egyesült Királyság FutureLearn szociális tanulási platformján, amihez több mint 230 000 ember fért hozzá.

#### Angol nyelv a békéért - English for peace
A "Peacekeeping English" egy együttműködés a British Council, a Külügyi és Nemzetközösségi Hivatal és a Védelmi Minisztérium között, melynek célja a katonai személyzet angol nyelvtudásának fejlesztése a Peacekeeping English Project (PEP) révén. A PEP körülbelül 50 000 katonai és rendőri személyzet kiképzésében segít 28 országban, köztük Líbiában, Etiópiában és Grúziában.

### Mobilitási programok
Oktatás az Egyesült Királyságban – Education UK
2013-ban a British Council újraindította az Education UK globális weboldalát az Egyesült Királyság oktatásában érdeklődő nemzetközi hallgatók számára. A webhely évente 2,2 millió látogatót ér el, és egy keresőeszközt tartalmaz az Egyesült Királyságban tartott tanfolyamokhoz és ösztöndíjakhoz, valamint tanácsokkal és cikkekkel szolgál az Egyesült Királyságban való életről és tanulásról.
Erasmus+
2014 és 2020 között a British Council és az Ecorys UK közösen 1 milliárd eurót adminisztrál a 14,7 milliárd eurós Erasmus + programból, amely oktatási, képzési, ifjúsági és sportolási lehetőséget kínál az Egyesült Királyság fiataljai számára. Várhatóan közel 250 000-en fognak élni ezzel a programmal külföldön.

### Iskolák
Tantermek összekapcsolása – Connecting Classrooms
Több mint 16 000 iskola vett részt egy nemzetközi iskolai partnerségben, vagy részesült a tanárképzésben a British Council Connecting Classroom programjain keresztül.

### Művészetek és kultúra
Az Egyesült Királyság és India kulturális éve 
Elizabeth királynő 2017. február 27-én a Buckingham-Palotában rendezte az Egyesült Királyság és India kulturális évének hivatalos indítását Arun Jaitley indiai pénzügyminiszterrel, Narendra Modi miniszterelnök képviselőjével. A British Council együtt dolgozott a Palotával és a brit-indiai start-up-pal, a Studio Carrommal, hogy kivetítsenek egy pávát, amely India nemzeti madarát jelképezi, a Buckingham Palota homlokzatára.
A fiveFilms4freedom
2015-ben a British Council elindította az fivetFilms4freedom ingyenes, online, tíznapos LGBT filmfesztivált a British Film Institute-tal (Brit Filmintézet) az ENSZ Free & Equal (Szabad és Egyenlő) kampányának támogatásával. Ez volt az első globális online LGBT filmfesztivál. A fesztivál 24 órás kampányt indított, amelyben felkéri az embereket, hogy nézzenek meg egy filmet, és mutassák meg, hogy a szeretet emberi jog. 2016-ban több mint 1,5 millió ember 179 országban tette ezt meg.
Shakespeare Lives
2015 októberében a British Council meghirdetett egy globális programot a BBC-vel, a British Film Institute-tal, a National Theatre-rel (Nemzeti Színházzal), a Royal Shakespeare Companyval, a Shakespeare400 Konzorciummal, a Shakespeare Birthplace Trust-al és a Shakespeare’s Globe-al, hogy megünnepeljék Shakespeare életét és munkásságát halálának 400. évfordulóján.
Selector Radio
A Selector Radio egy heti két órás rádióműsor, amelyet a Folded Wing készített a British Council számára. Az eredetileg 2001-ben indított műsort ma már több mint 30 országban sugározzák, összekötve a globális közönséget az Egyesült Királyság által kínált sokféle zenével, amely olyan különféle műfajokat tartalmaz, mint a grime, indie, soul, vagy a dance. A show közvetít interjúkat, vendég DJ mixeket és exkluzív élő foglalkozásokat az Egyesült Királyság néhány legizgalmasabb művészétől. A mainstream előadásokat elkerülik, annak érdekében hogy a fejlődőképes tehetségek és az underground stílusok kerüljenek előtérbe. Becslések szerint több mint négy millió ember hallgatja. A rendezvényt az Egyesült Királyságban a Jamz Supernova tartotta meg. Sok ország használja a show angol nyelvű változatát, és a műsorszámokból és bemutatókból új show-t hoznak létre, lefordítva a „linkeket” a helyi nyelvre.

### Kulturális és oktatási csere Észak-Koreával
A British Council 2001 óta folytat tanárképzési programot Észak-Koreában. 2014 júliusában a British Council egyetértési nyilatkozatot írt alá a Koreai Népi Demokratikus Köztársasággal (KNDK) kulturális és oktatási csere céljából.

## Egyéb tevékenységek

### Lóvátett lovagok - A British Council által támogatott Shakespeare-darab Afganisztánban
A British Council által támogatott, 2005-ös Lóvátett lovagok (Love’s Labour’s Lost) című produkció volt a Shakespeare-színjáték első előadása Afganisztánban több mint 17 év alatt. A darabot afgán nyelven adták elő.

### Young Creative Entrepreneur Awards - Fiatal kreatív vállalkozók díjai
A British Council fiatal kreatív vállalkozói felfedezik és támogatják a kreatív iparágak tehetséges embereit, mint például az Év Fiatal Nemzetközi Kiadóját (International Young Publisher of the Year), az Év Nemzetközi Fiatal Kreatív Vállalkozóját (International Young Design Entrepreneur of the Year), az Év Nemzetközi Fiatal Zenevállalkozóját (International Young Music Entrepreneur of the Year) és a British Council Nyugat-afrikai Művészeti Programját (West Africa Arts Program).

## Viták

### Költségek
A konzervatív képviselő, Mark Lancaster, a Lords Commissioners of Her Majesty's Treasury tagja, a Képviselőház akkori elnöke, Michael Martin és más képviselők sorba kerültek az adófizetők által finanszírozott, nem nyilvánosságra hozott British Council utazások során felmerülő költségekkel kapcsolatba.
2010 júniusában a British Council akkori vezérigazgatója, Martin Davidson sajtókritikával szembesült a költségekkel kapcsolatban, amelyek állítólag megsértették a British Council saját belső szabályait a Londonban való éjszakai tartózkodással kapcsolatban.

### Izrael és Palesztina
A British Council az elsődleges partnere a Palesztin Irodalmi Fesztiválnak (Palestine Festival of Literature) a fesztivál 2008-as kezdete óta. 2009-ben az izraeli rendőrség bírósági végzés alapján bezárta a fesztivál záró rendezvényének otthont adó helyet, mivel a Palesztin Hatóság bevonásra került, de a Brit Tanács közbelépett, és az estét áthelyezték máshova.
A British Council támogatja a PalFest néven ismert fesztivált, amellyel kapcsolatban 2012-ben ellentmondásos kérdés merült fel, mivel a PalFest honlapján kijelentették, hogy támogatják a 2004. évi palesztin felhívást Izrael tudományos és kulturális bojkottjára. Susanna Nicklin, a British Council egyik igazgatója válaszul így nyilatkozott: "A British Council nem politikai szervezet és úgy gondoljuk, hogy a nemzetközi kulturális cserék nagyban hozzájárulnak a békés, toleráns és virágzó világhoz. Ebből kifolyólag a British Council nem támogat kulturális vagy tudományos bojkottokat”.

### Disszidens kínai írók
A British Council 2012 áprilisában tiltakozási rohammal szembesült azzal kapcsolatban, hogy a disszidens kínai írókat kizárták a 2012. évi londoni könyvvásárról. A kritikák tartalmazták az English PEN és Nick Cohen újságíró írását a The Observer magazinban, valamint Alastair Niven, a British Council volt irodalmi igazgatóját is.

### Redukálások
2007 márciusában a British Council bejelentette, hogy "szándékában áll növelni beruházásait a Közel-Keleten, Észak-Afrikában, valamint Közép- és Dél-Ázsiában". 2007 júniusában a képviselõk értesültek bezárásokról Tel-Avivban és Kelet-Jeruzsálemben (ahol 1946 óta működött a British Council könyvtára) és a British Council könyvtárait szintén bezárták Athénban és Belgrádban. Hasonlóképpen bezárták Indiában, Bhopal és Trivandrum városában a könyvtárakat, a könyvtárak látogatóinak tiltakozásai ellenére a British Council azon politikájának részeként, hogy "csökkentse a fizikai jelenlétét" az országban és forrásokat fordítsanak a mega projektekre a kultúra, az oktatás, a tudomány és a kutatások területén.
A British Council könyvtárait és irodáit szintén bezárta számos olyan országban, amelyekről úgy ítélkezett, hogy kevés stratégiai vagy kereskedelmi jelentőséggel bírnak, mivel tevékenységét Kínára és a Perzsa-öböl térségére akarta koncentrálni. A British Council irodáit 2000 és 2001 között bezárták Lesothóban, Szváziföldön, Ecuadorban, Németország tartományaiban, valamint Fehéroroszországban is, mely parlamenti kritikát váltott ki. Neil Kinnock, a British Council elnökének későbbi, Edinburgh-i konferencián tett ígéretei szerint a belorusz bezárás remélhetőleg csak "ideiglenes" visszavonulásnak bizonyul. A British Council perui irodája 2006 szeptemberében szintén bezárult, a latin-amerikai stratégia újragondolásának részeként. Olaszországban a British Council bezárta irodáját Torinóban és Bolognában és csökkentette irodáinak méretét Milánóban és Rómában (az utóbbi esetben a könyvtár bezárásával).
Charles Arnold-Baker, a Companion to British History írója beszélt a British Council prioritásainak megváltozásáról: "Ezt az egész irányelvet fentről lefelé tévesen értelmezik.  Valahova megyünk, ahol nehezen boldogulunk, és elhagyjuk Európában lévő barátainkat, akik sok szerencsét kívánnak nekünk. Azok az emberek, akik fogják olvasni a könyveinket Bejrútban vagy Bagdadban, már mind megtértek.”
A cikk rámutat arra is, hogy a Alliance française és a Goethe Institut, a British Councillal ellentétben, egész Európában kiterjesztik és kiegészítik a könyvtárakat. Franciaország 2007-ben nyitotta meg új könyvtárát Tel-Avivban, néhány hónappal azután, hogy a British Council ott bezárt, és bezárta könyvtárát Nyugat-Jeruzsálemben. Gázában az Institut Français a helyi hatóságokkal és a Gáza és a Dunkerque francia kikötő közötti helyi ikerintézményi kapcsolattal támogatta a gázai önkormányzati könyvtárat. Oslóban a British Council tájékoztatta a norvég hívókat, hogy irodáik nem állnak nyitva a nyilvánosság számára és nem szolgáltatnak felmérést. A Goethe Institute szintén sokkal láthatóbb módon jelen van Glasgowban, mint a British Council. A British Councilnak jelenleg csak egy irodája maradt Németországban, ami Berlinben található.

### Felelősségre vonhatóság
Az Egyesült Királyság Parlamenti Asztalhivatala (a UK Parliamentary Table Office) hivatalosan a támogató osztálya, a Külügyi és Nemzetközösségi Hivatal (Foreign and Commonwealth Office) elé terjeszti a British Councillal kapcsolatos parlamenti kérdéseket.
A British Council által a Kínában folytatott felsőoktatás előmozdítását célzó erőfeszítések hatékonyságát az Egyesült Királyság Képviselőházának választott oktatási és készségi bizottsága vizsgálta meg a 2007 augusztusában kiadott jelentésében.  Aggodalmat váltott ki, hogy a kínai egyetemeket bevonó közös oktatási programok tekintetében az Egyesült Királyság elmaradt Ausztráliától, az USA-tól, Hongkongtól, Kanadától és Franciaországtól is. A bizottságnak benyújtott bizonyítékában a British Council azt állította, hogy "az Egyesült Királyságbeli diplomákat a nemzetközi hallgatók nagyra értékelik globális elismerésük miatt. A nemzetközi hallgatók alapvetően utilitárius álláspontot képviselnek a felsőoktatásban, amely valószínűleg egyre inkább magában foglalja az ár-érték arány figyelembe vételét, ideértve a legalább részben offshore programok kiválasztását is.” Előnyben részesített marketing modellként a British Council Indiát tekinti példának, aminél az oktatási és kutatási kezdeményezést a brit multinacionális olajtársaságok, mint például a BP és a Shell, a GSK gyógyszeripari óriásüzem és a BAE Systems fegyvergyártó cég támogatják.
A British Council e téren folytatott marketing erőfeszítéseinek kritikája szintén Skóciából származik, ahol a The Sunday Herald olyan dokumentumokat szerzett be, amelyek az információszabadságról szóló törvény értelmében igazolják, hogy a British Council marketing koordinátora az Egyesült Államokban a The University of Stirlingre utalt. Ezen kívül feszültség jelenlétét dokumentálta a skót végrehajtó köztisztviselők és az indiai és kínai British Council között, a Skóciában működő egyetemek tengerentúli előmozdításával kapcsolatban, ahol az oktatás átruházott felelősség. A Sunday Herald arról számolt be, hogy ezek a bandaháborúk aláássák a Skót Végrehajtó Tanács legfontosabb Fresh Talent irányvonalát.
A Nemzeti Számvevőszék (NAO) a British Council néhány tevékenységét 2007 és 2008 között vizsgálat alá vonta. A NAO jelentése: "a British Council teljesítménye erőteljes és ügyfelei és érdekelt felei nagyra értékelik". Azt is megemlítették, hogy mindezek ellenére, angol tanfolyamjaik elitisták és tisztességtelen előnyökkel rendelkeznek a kereskedelmi szolgáltatókkal szemben valamint megválaszolatlan telefonhívások és e-mailek ezreit kérdőjelezik meg.
A Külügyi és Nemzetközösségi Hivatal éves jelentésének vizsgálata részeként a Külügyi Bizottság évente egy órát tölt a British Council tanúinak kihallgatásával, ám még a vizsgálat ezen szintjét is aláássa a British Council egy határozata, amely mentesíti a képviselőket a tengerentúli utazások bejelentésének kötelezettsége alól.
Az Államháztartási Bizottság két tagja (Nigel Griffiths és Ian Davidson) hivatalnokok voltak a British Council társult parlamenti képviselőcsoportjában. Nigel Griffiths képviselő volt a British Council lobbicsoportjának alelnöke mindaddig, amíg nem parlamenti képviselõként lépett fel egy nemi botrányt követően a Képviselőházban.
A Nemzeti Számvevőszék jelentésének korábbi közzététele után 2008-ban a British Councilt az államháztartási bizottság (PAC) elé hívták. A későbbi PAC-jelentés megerősítette, hogy Nigel Griffiths képviselő - a British Council társult parlamenti képviselőcsoportjának alelnöke - annak a kevés PAC-tagnak a része volt, akik jóváhagyták a British Councilról szóló jelentést annak ellenére, hogy nem vették nyilvántartásba a bizonyítékok tárgyalása során, 2008 júniusában, ahol a British Council vezérigazgatóját vizsgálták át. Griffiths korábban Oroszországba utazott és 1998 januárjában előnyösen beszélt a British Council tevékenységéről, abban az időben, amikor Szentpéterváron Stephen Kinnockot kiutasították.
2009 áprilisában a British Council felszólítást kapott, hogy tisztázza tetteit az Információügyi Biztos által, miután elvesztette a személyzet adatait, amelyek tartalmazták szakszervezeti tagságukat és hazudtak az elveszett számítógépes lemez titkosítási állapotáról is. 
Az oroszországi British Councillal szembeni vádakat követően Trevor Royle, a The Sunday Herald tapasztalt diplomáciai szerkesztője egy brit diplomáciai forrást idézett: „Széles körben feltételezik, hogy a British Council a szárnya a Secret Intelligence Services-nek, bármennyire is jelentéktelen. Végtére is a British Council kereskedelmi küldetésekkel is foglalkozik, melyek magukban foglalják az alacsony szintű hírszerzést is.”
2005-ben az Alliance-szal, a Società Dante Alighierivel, a Goethe Institute-tal, az Instituto Cervantesszel és az Instituto Camõesszel együtt a British Council részesült a Prince of Asturias nemesi címben a nyugat-európai nemzeti kulturális ügynökségeinek kiemelkedő teljesítményéért a kommunikáció és emberiség terén. A közös díj odaítélésekor a British Council teljes bezárási politikája Európában még nem volt a köztudatban.

### Irodalmi utalások
Royle megemlíti, hogy John Le Carré The Russia House című regénye a British Councilra való utalással kezdődik.
Graham Greene The Third Man című alkotásában is utalnak a British Councilra. Az egyik jelenetben  Crabbin karaktere, akit Wilfrid Hyde-White játszik a filmben, a British Councilnál dolgozott.
Lawrence Durrell gyakran utal humoros módon a British Council-ra, anekdotái gyűjteményében, amelyek egy diplomata életéről szólnak.
A 6 Olivia Manning regényben, melyek a Balkán- és a Levant-trilógiából tevődnek össze, Guy Pringle, a British Council alkalmazottjaként szerepel, és a British Council politikája alkot jelentős pontokat a regényekben. A könyvek Kelet-Európát és a Közel-Keletet mutatják be a második világháború kezdetén.

### Burma
A British Council szerepe 1947-ben Burmában vizsgálat alá került bizalmas dokumentumok kiadásával kapcsolatban a BBC-nek Feargal Keane újságíró által, amely szerint a disszidens brit gyarmati tisztviselõk szerepet játszottak az akkori burmai függetlenség vezetője, Aung San (Aung San Suu apja) meggyilkolásában. A BBC program egy 1948-as dokumentumból idézte a rangooni rendőrség vezetőjét a brit nagykövetnek, amelyben kijelentették, hogy álláspontuk szerint, a britek részt vettek Aung San és kabinetjének meggyilkolásában.

### Líbia
2011 augusztusában az Irish Times újságírója felfedezte a British Council által 2007-ben Tripoliban kiadott bizonyítványt Gadaffi elnök lányának, akiről korábban azt állították, hogy 1986-ban egy amerikai támadás során meggyilkolták.

### Angol nyelv és vizsgák
A China Daily hongkongi kiadása 2011 júliusában számolt be a virágzó "ghost-writing" iparágról, amely a kritikusok szerint a British Council IELTS-tesztjéből született meg Kínában.
Az IELTS Nyugat-Ausztráliában elkövetett nagy botránya miatt büntetőeljárást indítottak 2011 novemberében.

### Tantermek összekapcsolása – Connecting Classrooms
2012 januárjában a pakisztáni sajtó arról számolt be, hogy a Szövetségi Vizsgálati Ügynökség (Federal Investigations Agency) vízummal kapcsolatos átverést vizsgált a British Council "Connecting Classrooms" programjával összefüggésben.

## Korábbi elnökök
- 1934–37: Lord Tyrrell
- 1937–41: Lord Lloyd
- 1941–45: Sir Malcolm Robertson
- 1946–55: Sir Ronald Adam
- 1955–59: Sir David Kelly
- 1959–67: Lord Bridges
- 1968–71: Lord Fulton
- 1971–72: Sir Leslie Rowan
- 1972–76: Lord Ballantrae
- 1977–84: Sir Charles Troughton
- 1985–92: Sir David Orr
- 1992–98: Sir Martin Jacomb
- 1998–2004: Baroness Kennedy of The Shaws
- 2004–09: Lord Kinnock
- 2010–16: Sir Vernon Ellis
- 2016–jelenleg: Christopher Rodrigues

## Szakszervezetek
A British Council egyes alkalmazottai a szövetség tagjai. Az Egyesült Királyság munkatársait a Közszolgáltatási és Kereskedelmi Szolgáltatási Unió (Public and Commercial Services Union) képviseli. Egyes japán alkalmazottak az Általános Unió (General Union) tagjai közé tartoznak.

## Kiadványok
1967 és 1989 között a British Council kiadta a Media in Education and Development folyóiratot.

### Történelem
1967 márciusában az eredetileg a CETO News néven ismert folyóirat, ISSN 0574-9409, Educational Television International-ra változtatta nevét. Majd ismét megváltoztatta a nevét 1971 márciusában: Educational Broadcasting International: a journal of the Centre for Educational Development Overseas, ISSN 0013-1970. Végső névváltoztatása után 1981 decemberétől Media in Education and Development néven futott, ISSN 0262-0251. A végleges kiadást 1989-ben nyomtatták ki (22. kötet).

### A British Council partnersége
English UK 

### A British Council által jóváhagyott központok listája
British Study Centres

## Elhelyezkedés
A British Council hét régióra tagolódik.
Irodái jelen vannak:

### Amerika
- Argentína
- Brazília
- Kanada
- Chile
- Columbia
- Kuba
- Jamaica
- Mexico
- Peru
- Trinidad és Tobago
- Egyesült Államok
- Uruguay
- Venezuela
- Costa Rica

### Kelet-Ázsia
- Ausztrália
- Kambodzs
- Brunei
- Myanmar
- Hong Kong
- Indonézia
- Japán
- Dél-Korea
- Malajzia
- Philippines
- Szingapúr
- Taiwan
- Thaiföld
- Vietnám
- Új-Zéland

### Európai Unió
- Ausztria
- Belgium
- Bulgária
- Horvátország
- Ciprus
- Csehország
- Észtország
- Franciaország
- Németország
- Görögország
- Magyarország
- Írország
- Olaszország
- Lettország
- Málta
- Litvánia
- Hollandia
- Lengyelország
- Portugália
- Románia
- Szlovénia
- Szlovákia
- Spanyolország

### Közel-Kelet és Észak-Afrika
- Algéria
- Bahrein
- Egyiptom
- Irak
- Jordánia
- Kuwait
- Libanon
- Líbia
- Marokkó
- Omán
- Palesztina
- Izrael
- Katar
- Szaúd-Arábia
- Szíria
- Tunézia
- Egyesült Arab Emírségek
- Jemen

### Dél-Ázsia
- Afganisztán
- Bangladesh
- India
- Nepál
- Pakisztán
- Srí Lanka

### Szubszaharai Afrika
- Botswana
- Eritrea
- Etiópia
- Ghana
- Kenya
- Malawi
- Mauritius
- Mozambik
- Namibia
- Nigéria
- Szenegál
- Sierra Leone
- Dél-Afrika
- Dél-Szudán
- Szudán
- Tanzánia
- Zambia
- Zimbabwe
- Rwanda
- Uganda

### Tágabb Európa
- Albánia
- Örményország
- Azerbajdzsán
- Bosznia-Hercegovina
- Georgia
- Izrael
- Kazahsztán
- Koszovó
- Észak-Macedónia
- Montenegró
- Norvégia
- Szerbia
- Svájc
- Törökország
- Ukrajna
- Üzbegisztán

## Fordítás
Ez a szócikk részben vagy egészben  a   British Council című angol Wikipédia-szócikk ezen változatának fordításán alapul.  Az eredeti cikk szerkesztőit annak laptörténete sorolja fel. Ez a jelzés csupán a megfogalmazás eredetét és a szerzői jogokat jelzi, nem szolgál a cikkben szereplő információk forrásmegjelöléseként.